# 新克魯赫利亞基夫卡
49°28′22″N 37°43′26″E / 49.47278°N 37.72389°E
新克魯赫利亞基夫卡（羅馬化：Nova Kruhliakivka）是位於烏克蘭東部哈爾科夫州伊久姆區博罗瓦市镇的村莊。該村始建於1680年，面積0.36平方公里，海拔高度91米，2001年人口67，人口密度每平方公里187.2人。